# Hendrick van Cleve III
Hendrick van Cleve III (Antwerpen, ca. 1525 - aldaar, tussen 1590 en 1595) was een Zuid-Nederlands kunstschilder en etser. Hij was de zoon en leerling van Willem van Cleve de Oudere en de oudere broer van Marten van Cleve. Hendrik wordt de derde genoemd  om hem te onderscheiden van Hendrick van Cleve I, geregistreerd als meester bij de Antwerpse Sint-Lucasgilde (1489/90) en van Hendrick II (Sint-Lucasgilde, 1534) van wie weinig is geweten.
Hendrick III reisde op jonge leeftijd naar Italië en keerde terug als een goede schilder van landschappen. Zijn werken onderscheiden zich door een ongewone lichtheid van toets en een excellente kleurtoon. De achtergrond van de historische werken van zijn broer Marten en van Frans Floris zijn vaak geschilderd door Hendrick. Ze zijn op een intelligente manier geharmoniseerd met de figuren op het doek. Hendrick werd in 1551 opgenomen in de Sint-Lucasgilde van Antwerpen.
Hendrick van Cleve onderscheidde zich als etser. Een aantal van de etsen met landschappen dicht bij Rome ontwierp hij zelf of hij liet zich inspireren door Melchior Lorch. Hij signeerde zijn werken meestal met Henricus Clivensis, fecit. Een serie van 38 etsen, getiteld Ruinarum varii prospectus, ruriumque aliquot delineationes, werd door Theodoor Galle gepubliceerd.
Zijn zoon, ook Hendrick genoemd, geboren in Antwerpen, vestigde zich in Gent rond 1597 en stond daar hoog in aanzien. Zijn werken worden thans met die van zijn vader verward. Hij stierf in 1646 in Gent.

## Werken

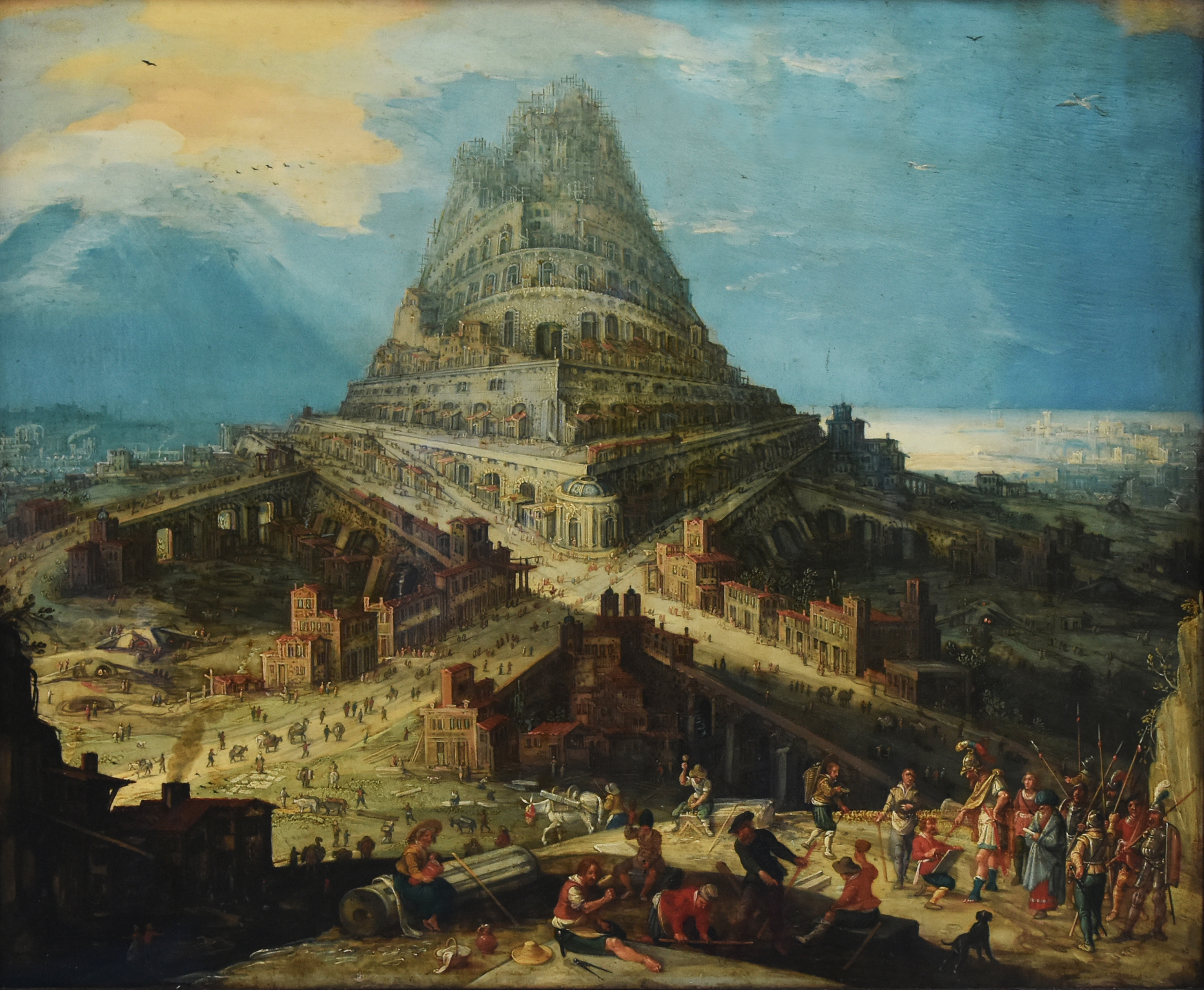
De bouw van de toren van Babel in het Kröller-Müller Museum
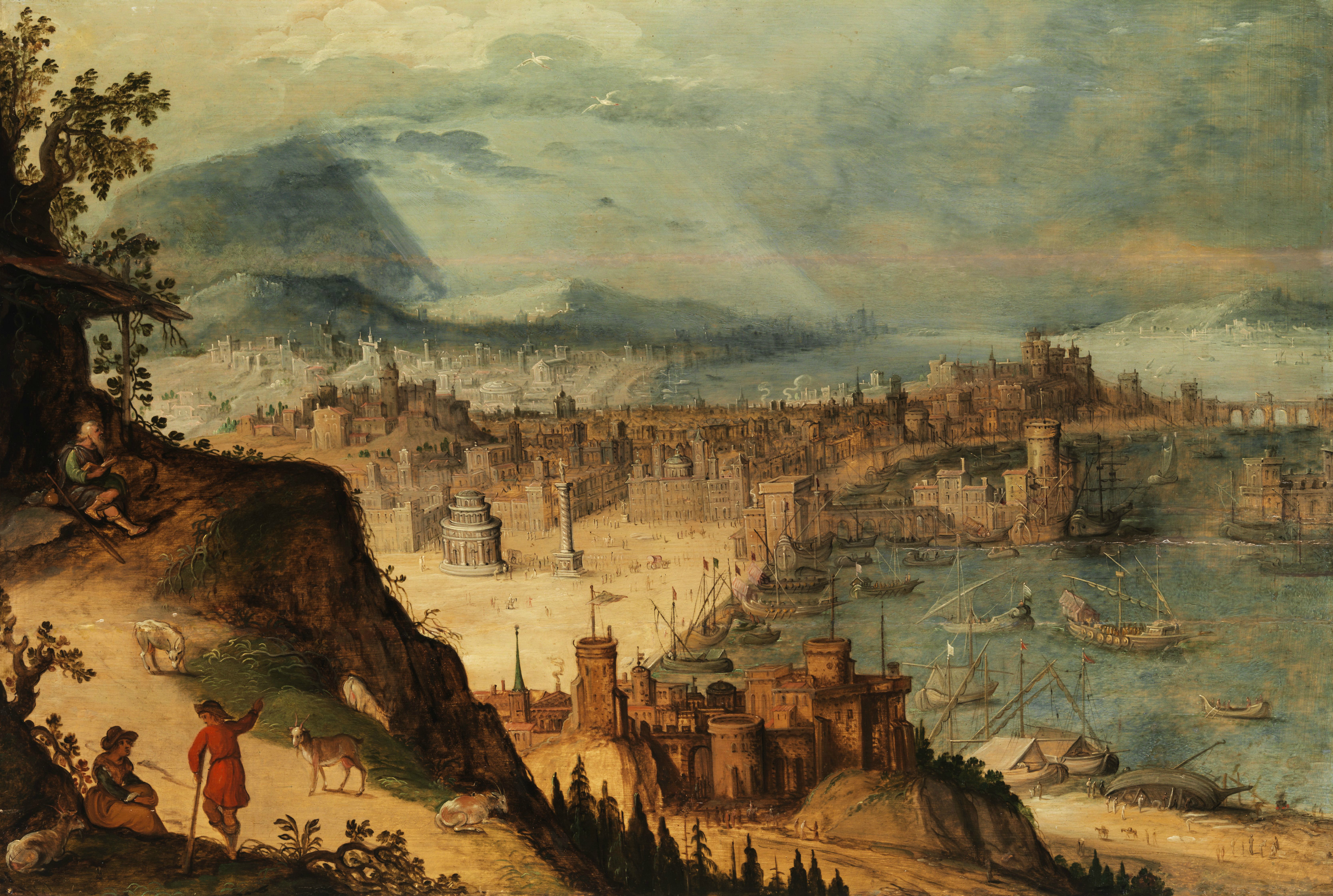
Idealistisch zicht op een oude zeehaven
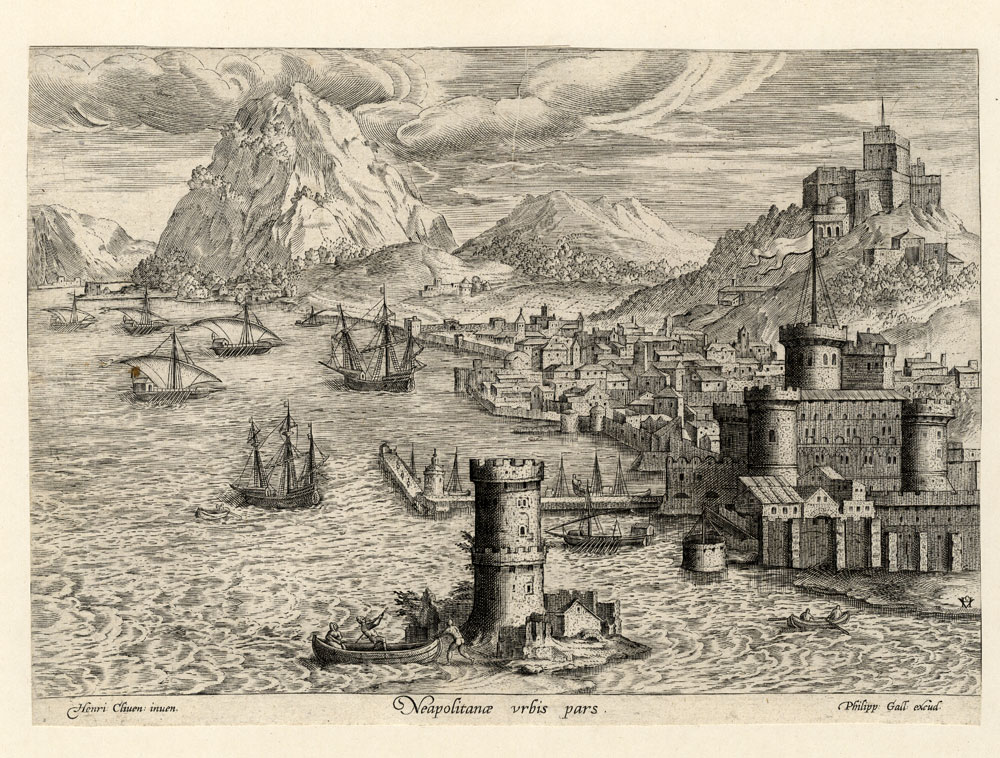
De haven van Napels, van Ruinarum Varii Prospectus Ruriumque Aliquot Delineationes
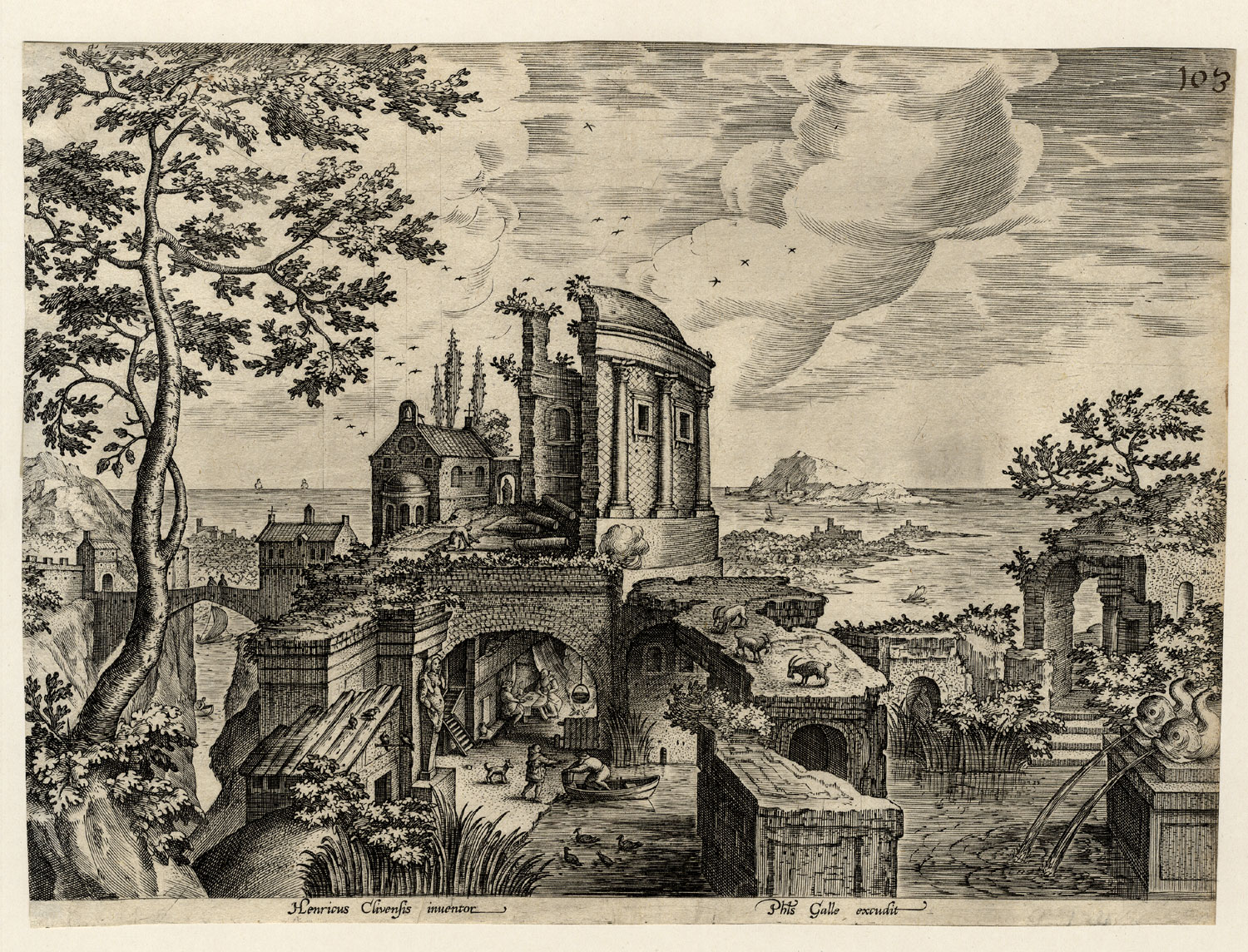
Ruïnes bij de zee

- Bibliothèque nationale de France: cb15753871j (data)
- Biografisch Portaal: 31911202
- Gemeinsame Normdatei: 136054307
- International Standard Name Identifier: 0000 0001 1794 8410
- KulturNav: 0f66fa3a-8ee5-405b-9562-c49343d447d3
- Nationale Bibliotheek van Israël: 987007527016705171
- RKD-Nederlands Instituut voor Kunstgeschiedenis: 17245
- Union List of Artist Names: 500031503
- Virtual International Authority File: 32327221